# Razine (stacja kolejowa)
Razine (ukr. Разіне) – stacja kolejowa w miejscowości Razine, w rejonie żytomierskim, w obwodzie żytomierskim, na Ukrainie. Położona jest na linii Koziatyn – Berdyczów – Szepetówka.

## Historia
Stacja powstała w XIX w. na drodze żelaznej brzesko-kijowskiej pomiędzy stacjami Peczanówka i Olszanka. Początkowo nosiła nazwę Romanów (ros. Романовъ, Romanow; ukr. Романів, Romaniw), od pobliskiego miasteczka Romanowa, zmienioną na obecną w czasach sowieckich.
W 1935 stacja Razine, obok stacji Żytomierz i Peczanówka, zostały wyznaczone jako punkty załadunkowe dla deportowanych na Syberię i do Kazachstanu Polaków z likwidowanej Marchlewszczyzny.